# Ulvsundasjön
Le lac Ulvsunda (en suédois : Ulvsundasjön) est un baie du lac Mälar à Stockholm et Solna en Suède.

## Géographie
Ulvsundasjön est reliée par voie d'eau au reste du lac Mälar par le Tranebergssund et le canal de Karlberg. À l'est, Ulvsundasjön est délimitée par Essingeleden, au sud par Tranebergsbron et Tranebergssund, et au nord-ouest par Huvudstaleden et Huvudstabron, où elle fusionne avec Bällstaviken.
L'Ulvsundasjön (y compris Bällstaviken) a un basin de captage de 1110 hectares, sa superficie est de 2 km2, sa profondeur maximale d'environ 16 mètres, sa profondeur moyenne de 8,1 mètres.

## Entourage du lac
La rive nord du lac Ulvsunda, qui fait partie de Solna, est occupée par des espaces verts, des sentiers pédestres et des marinas.
L'Huvudsta gård dont les origines remontent au XVIIème siècle et depuis 1999 elle a des activités de conférence et de restauration.
Juste à côté se trouve l'ancien château Huvudsta gamla slott, le bâtiment est également appelé le « château du meurtre » car selon les légendes, c'est dans cette maison que le comte Clas Fredrik Horn, Jacob Johan Anckarström, Carl Fredrik Pechlin et Adolph Ribbing, ont planifié l'assassinat de Gustave III en 1792.
Un peu plus à l'est se trouve Pampas Marina, la plus grande marina privée à service complet de la région de Stockholm, qui, avec la municipalité de Solna, propose également un hébergement permanent sur l'eau sous la forme de 14 maisons flottantes dans le port.
Du côté de Kungsholm, il y a des installations de quai, notamment l'ancienne Stora Bryggeriet.
Entre 2008 et 2012, un nouveau quartier résidentiel y a été construit.
Au sommet de la colline se trouve l'immeuble résidentiel de Kristineberg datant des années 1930.
Au sud-ouest, Ulvsundasjön borde le quartier de Traneberg avec ses bâtiments des années 1940 et le nouveau quartier résidentiel de Minneberg des années 1980. Il y a une zone de baignade à Minneberg.
À l'extrême ouest, juste avant le canal entre Ulvsundasjön et Lillsjön, le nouveau pont d'Ulvsunda enjambe la baie. Le pont a été inauguré en 2014 et fait partie de l'extension de Tvärbanan vers la commune de Solna.

## Galerie

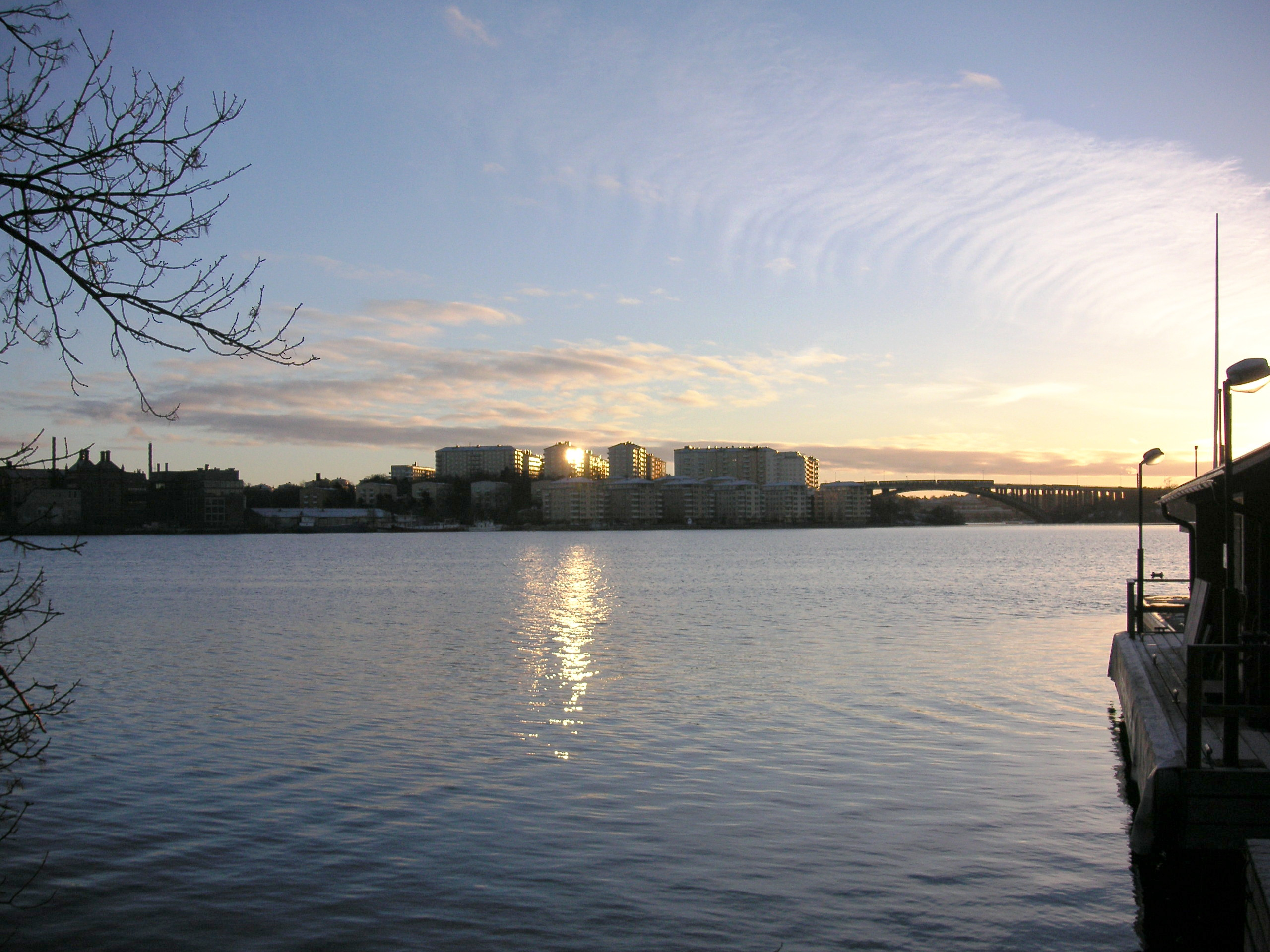
Depuis Huvudsta gård vers le sud.
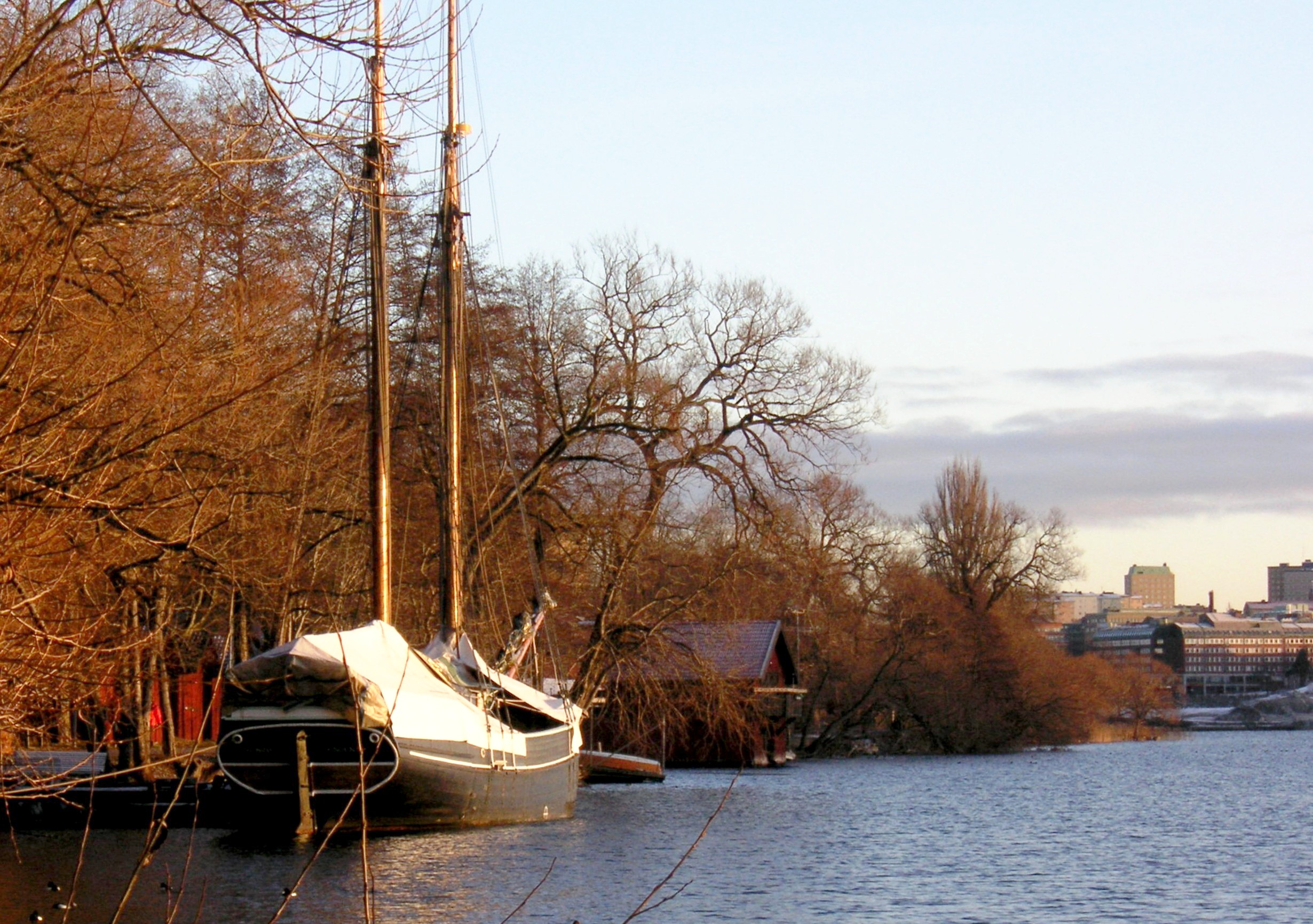
Vue de Huvudsta strand.
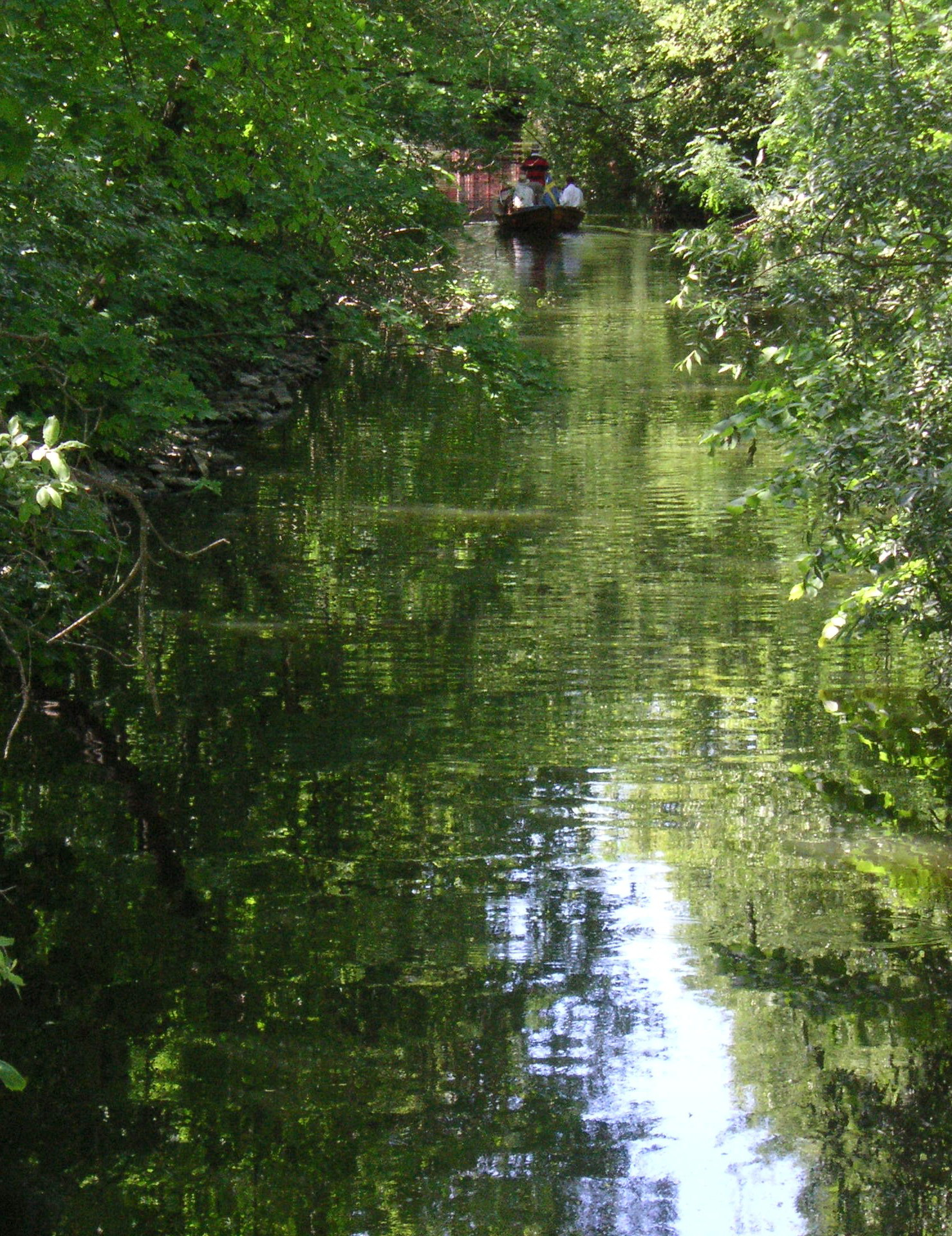
Le canal vers Lillsjön.
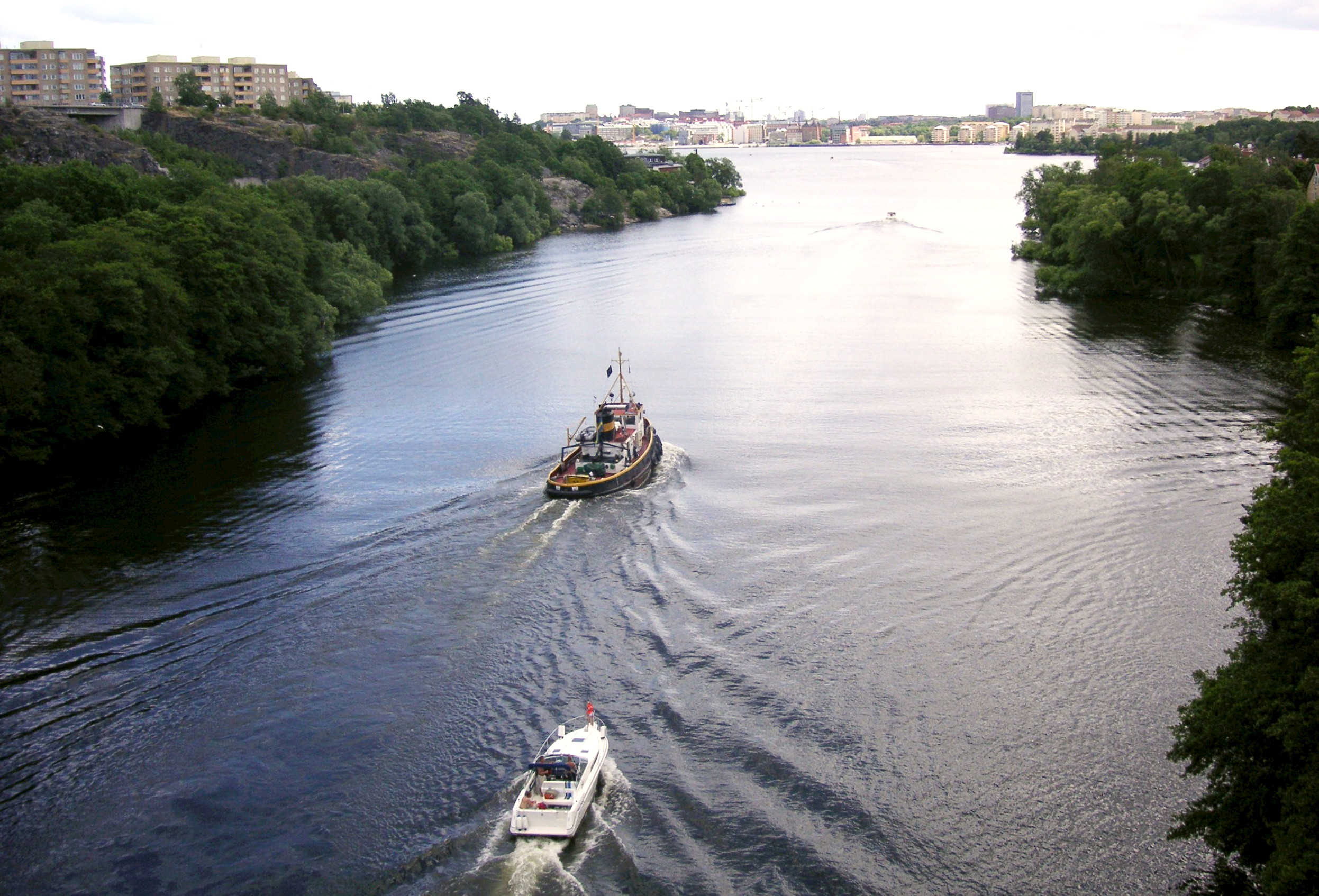
Du pont Huvudstabron vers le sud-est, Bällstaviken au premier plan.
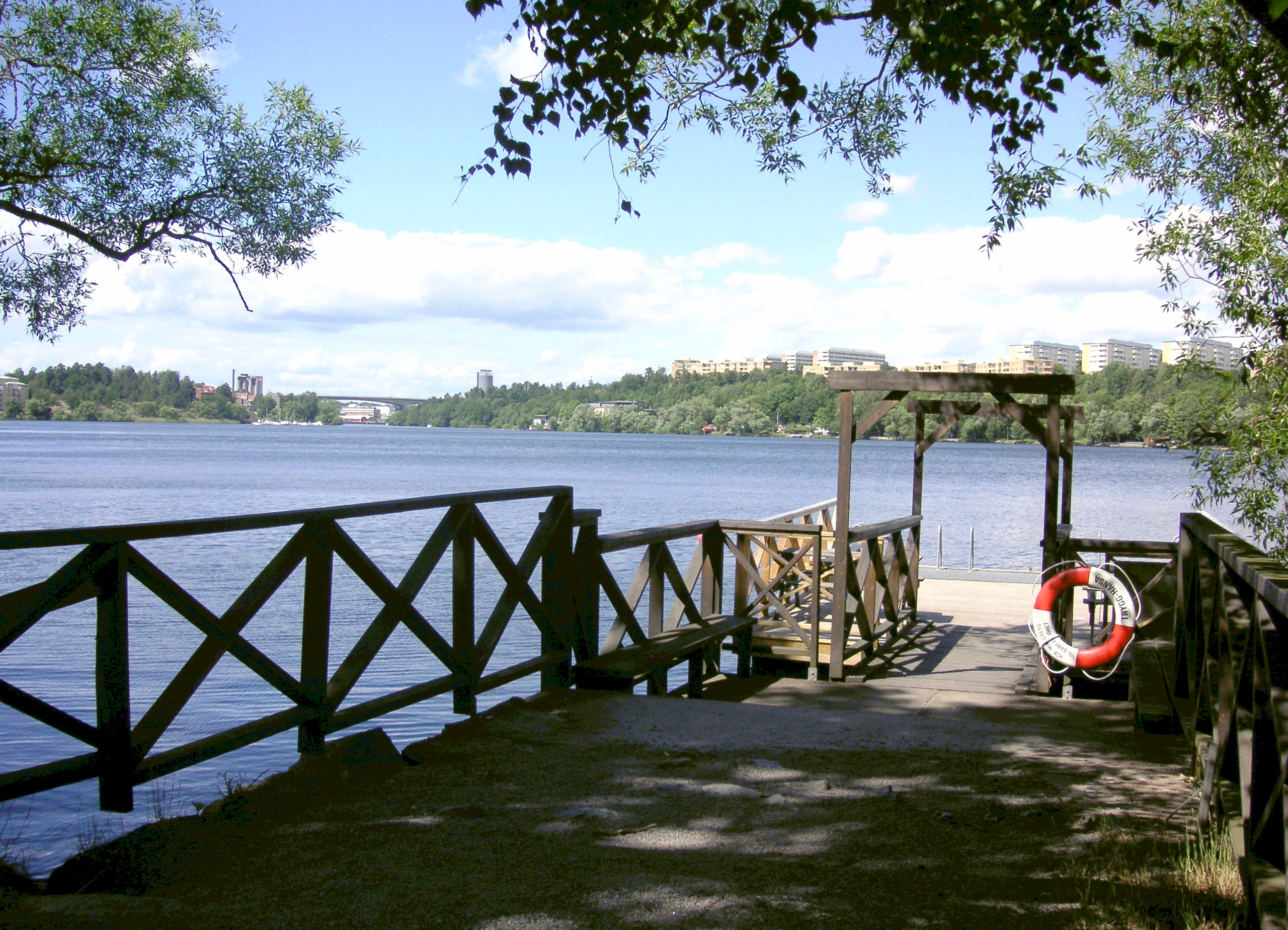
De Minneberg vers le nord-ouest.